# De sterrenplukkers
De sterrenplukkers is het drieëntwintigste stripverhaal uit de reeks van Suske en Wiske. Het werd geschreven en getekend door Willy Vandersteen.
Het is gepubliceerd in De Standaard en Het Nieuwsblad van 10 maart 1952 tot en met 18 juli 1952.
De eerste albumuitgave was in 1952, in de Vlaamse ongekleurde reeks met nummer 16. In 1973 verscheen het verhaal in de Vierkleurenreeks met albumnummer 146. In 1995 is de geheel oorspronkelijke versie heruitgegeven in Suske en Wiske Klassiek.

## Locaties
- België, wijk 7, veilinghuis O. Cazion, riool, oase van Ho-Sean en woestijn, huis van Klosjar (Kwadehoeklaan 17, gemeente Rektem), Kopjesstraat, Kommekestraat, Schoteltjesstraat, Slembroek, ziekenhuis, Parijs, Eiffeltoren, restaurant, Notre Dame, de Seine, kelderkroeg bij Montmartre, de Place de la Concorde, leeg huis, kolonie "de Sterrenplukkers" in het Bois de Boulogne, de Sacré-Cœur, een station

## Personages
- Suske, Wiske met Schanulleke, tante Sidonia, Lambik, Willy Vandersteen, mensen in veilingzaal, mannen met tapijt, Gerechtelijke en Militaire deskundigen, kolonel S. Pion, generaal K. Atapult, Achille, Sander, Jef en andere agenten, hoofdcommissaris, Adelaïde en andere dame, pantserdivisie, mobiele brigade, leger, rijkswacht, Albert en Marie, barman, Klosjar[noten 1] (beeldhouwer/dichter), nachtwaker van het gemeentehuis, de fee van Goeden Wil, Prosper, wegwerkers, zuster, Amerikaanse toerist, Monomme (de apache) en zware jongens uit de onderwereld, zwervers (clochards), Marianneke, straatmuzikant, schilderes

## Uitvindingen
- de gyronef

## Het verhaal
Lambik breekt bij tante Sidonia twee vazen en gaat een nieuwe kopen in veilingzaal O. Cazion. Door onhandig manoeuvreren van twee mannen met een tapijt valt een beeldje van een engeltje, maar Lambik vangt het op. Hij wenst dat de twee mannen ergens in de Sahara zouden zitten. Als even later blijkt dat beide mannen en het tapijt verdwenen zijn, wordt Lambik ondervraagd door de politie. Diep beledigd neemt hij het beeldje, dat hij gekocht heeft voor 500 frank, niet mee naar huis.
In de krant staat een artikel van de plaatselijke correspondent te Mho-Lenbe-ek. Twee dronken blanken met een tapijt zijn gesignaleerd bij de oase van Ho-Sean; ze verklaren dat ze hier na een gesprek met een man met een bolhoed ineens waren. Er wordt een reconstructie met behulp van Gerechtelijke en Militaire deskundigen uitgevoerd en kolonel S. Pion en generaal K. Atapult verdenken de man met de bolhoed. Lambik maakt zich bekend als deze man, waarop wijk 7 wordt omsingeld. Lambik kan ontkomen op een politiemotor. 
Er volgen opsporingsberichten (gesponsord door Coco Calo) over de man met de bolhoed. Lambik kan intussen via het riool naar de veilingzaal komen, waar tante Sidonia ook al is. Lambik ziet het engeltje opnieuw en er valt een briefje uit het beeld, waarop staat dat het eens zijn kracht zal tonen. Het briefje is ondertekend door ene "Klosjar". Sidonia slaagt erin te ontsnappen en belt de nachtwaker van het gemeentehuis voor het adres van Klosjar in Rektem.
Samen met Suske en Wiske spoedt Sidonia zich naar het opgegeven adres, dat door twee passerende dames als spookhuis wordt betiteld. De vrienden zien een man in het huis een dagboek grijpen, maar deze zakt dan door de vloer. De kinderen vinden enkele bladen van het dagboek. Ze lezen dat de fee van Goeden Wil aan het beeldje van het engeltje bijzondere gaven heeft geschonken. De man vertrekt naar Parijs en tante Sidonia, Suske en Wiske kunnen Lambik met de gyronef uit de omsingeling halen.
Een jachtvliegtuig stijgt op in Slembroek en de vrienden moeten met een parachute ontsnappen. Het beeldje komt naast de weg terecht en de vrienden liften richting Parijs. Lambik valt van de auto en vindt het beeldje terug. Door een auto-ongeluk komen de anderen in het ziekenhuis terecht. Lambik doet een wens, maar deze komt niet uit. Teleurgesteld gooit hij het beeldje in de rivier. 
Bij de Eiffeltoren vraagt een Amerikaanse toerist of Lambik Maurice Chevalier is en maakt een foto, Lambik krijgt hiervoor wat geld. Hij koopt eten en deelt dit met een blind meisje. Vlak bij de Notre Dame wordt Lambik even later overvallen. Hij wordt gevonden aan de oever van de Seine en meegenomen door een clochard. Als hij wakker wordt, vindt hij een briefje waarop staat dat hij het beeld moet aanraken als hij een wens uitspreekt.
De vrienden komen uit het ziekenhuis en vissen toevallig het beeldje op. In een kelderkroeg bij Montmartre vertelt Monomme, de apache, aan zijn zware jongens over de dagboekaantekeningen die hij vond in de portefeuille van Lambik.
De vrienden zien Lambik op de Place de la Concorde. Lambik vraagt het beeldje terwijl hij het nu aanraakt om Marianneke weer te laten zien, maar dat heeft geen onmiddellijk effect. Een zwerver die opeens ter plaatse is, vertelt echter dat hij vroeger oogarts was. Lambik tovert operatiegereedschap, maar wordt dan ontvoerd. Wiske kan het beeldje pakken en vraagt de clochards hen te helpen Lambik te vinden. Wiske vindt samen met Suske het strikje van Lambik bij een leeg huis en waarschuwt tante Sidonia door middel van een straatmuzikant. Tante Sidonia leent kleren van een schilderes en vat post bij het lege huis. De vrienden kunnen Lambik bevrijden en de clochards leveren de criminelen uit aan de politie. Monomme wordt bij de brug gepakt en ook naar de politie gebracht.
De vrienden willen de clochards belonen voor hun hulp. Zij willen geen huizen of geld, Lambik tovert een kolonie voor de mensen, noemt dit "de Sterrenplukkers" en maakt het zich gemakkelijk. Maar hierna gaat alles mis: tante Sidonia wenst met Lambik te trouwen. Lambik laat zien dat zij dan altijd alleen zou zijn, omdat hun geestelijk vader Willy Vandersteen hem steeds op avontuur zou laten gaan. Tante Sidonia rent boos en verdrietig het huis uit. Wiske wil nu graag dat Schanulleke groot en levend zal worden, maar het popje blijkt als levende persoon erg eigenwijs en deftig. Suske wil een hondje, maar het dier valt Schanulleke aan en de kinderen krijgen ruzie, iets wat gewoonlijk zelden gebeurt. Hierop maakt Lambik de beide betoveringen weer ongedaan.
Lambik wil het beeldje nu stukslaan, aangezien het voornamelijk ellende oproept. Dan komt Marianneke binnen en vertelt dat ze nog niet genezen is, omdat ze te zwak is. Ze moet een paar weken naar zee en Lambik tovert de benodigde spullen tevoorschijn. Ze gaan naar het station en horen dat Monomme ontsnapt is tijdens zijn overbrenging naar het gerechtshof. Suske en Wiske zien Monomme, maar worden niet geholpen door agenten en gevangengenomen door de crimineel. De kinderen kunnen ontsnappen en ze zien dan dat iedereen in de kolonie kind is geworden. Lambik tovert een vliegtuigje; tijdens hun eerste vlucht zien Suske en Wiske een man bewusteloos op de weg liggen. Ze nemen hem mee naar de kolonie, waar hij kok wordt.
Suske en Wiske alarmeren Lambik dat Monomme onderweg is om het toverbeeld te stelen. Lambik tovert wapens voor de verdediging van de kolonie. Ook begraaft hij het beeldje. Echter, de kok Prosper blijkt Monomme te zijn. Monomme dwingt Lambik het beeldje weer op te graven. Met botsautootjes gaat hij naar de stad en de vrienden volgen hem in de vliegtuigjes. Ze vinden Monomme bij de Eiffeltoren en tante Sidonia vangt zijn portefeuille. Tante Sidonia vindt een foto van Marianneke in de portefeuille van Monomme en haalt het meisje snel op. Ze is inmiddels genezen en kan dus weer zien. Marianneke blijkt de dochter van Monomme te zijn. Ze zijn erg blij elkaar weer te zien.
Dan valt het beeld en Lambik springt het achterna; hij wenst bijtijds dat iedereen weer groot zal zijn, voordat het stukvalt en deze betovering onomkeerbaar zou worden. Klosjar krijgt hierna het beeld terug en gooit het nu alsnog stuk: niet door wonderen, maar door een beetje goede wil zullen mensen echt gelukkig worden.

## Achtergronden
- De reuzenmerg uit De bronzen sleutel heet eveneens Prosper.
- In De zeven schaken ziet Lambik er als kind net zo uit als in dit album.
- Dit is een van de schaarse verhalen waarin Lambik is te zien met een zwarte bolhoed. Lambik draagt deze bolhoed ook in o.a. zijn debuutverhaal De sprietatoom.

## Verwijzingen
- De naam Klosjar is een toespeling op clochard, waarmee in het Frans een zwerver of dakloze wordt bedoeld.
- De veilingzaal O. Cazion is een verwijzing naar het Engelse woord occasion, dat in dit geval (voordelige) gelegenheid betekent.
- Het woord 'apache' werd in de twintigste eeuw in verschillende talen (Frans, Nederlands) gebezigd als synoniem voor gangster. Vandaar dat de schurk in het verhaal deze bijnaam heeft.